# Powellisetia retusa
Powellisetia retusa är en snäckart som först beskrevs av Powell 1927.  Powellisetia retusa ingår i släktet Powellisetia och familjen Rissoidae. Inga underarter finns listade i Catalogue of Life.